# 1. Liga (Tschechoslowakei) 1977/78
Die Spielzeit 1977/78 der 1. Liga  war die 35. reguläre Austragung der höchsten Eishockeyspielklasse der Tschechoslowakei. Mit 63 Punkten setzte sich Poldi SONP Kladno durch. Für die Mannschaft war es ihr insgesamt fünfter tschechoslowakischer Meistertitel und der fünfte Titel in Folge.

## Modus
Wie in der Vorsaison wurde die Liga mit zwölf Mannschaften ausgespielt. Da jede Mannschaft gegen jeden Gruppengegner je zwei Heim- und Auswärtsspiele austrug, betrug die Gesamtanzahl der Spiele pro Mannschaft 44 Spiele. Meister wurde der Gewinner der Hauptrunde. Der Tabellenletzte stieg direkt in die jeweilige Landesmeisterschaft ab.

## Tabelle
| Pl. | Team                    | Sp. | S  | U  | N  | Torv.   | Pkt. |
| --- | ----------------------- | --- | -- | -- | -- | ------- | ---- |
| 1.  | Poldi SONP Kladno       | 44  | 28 | 7  | 9  | 182:117 | 63   |
| 2.  | CHZ Litvínov            | 44  | 28 | 3  | 13 | 185:125 | 59   |
| 3.  | Spartak ČKD Prag        | 44  | 25 | 8  | 11 | 144:111 | 58   |
| 4.  | TJ Vítkovice            | 44  | 25 | 4  | 15 | 189:147 | 54   |
| 5.  | Dukla Jihlava           | 44  | 22 | 9  | 13 | 150:116 | 53   |
| 6.  | Motor České Budějovice  | 44  | 19 | 8  | 17 | 175:164 | 46   |
| 7.  | Tesla Pardubice         | 44  | 14 | 11 | 19 | 127:131 | 39   |
| 8.  | Slovan CHZJD Bratislava | 44  | 16 | 6  | 22 | 151:159 | 38   |
| 9.  | Zetor Brno              | 44  | 10 | 10 | 24 | 115:160 | 30   |
| 10. | VSŽ Košice              | 44  | 13 | 4  | 27 | 138:212 | 30   |
| 11. | Dukla Trenčín           | 44  | 14 | 1  | 29 | 111:164 | 29   |
| 12. | TJ Škoda Plzeň          | 44  | 11 | 7  | 26 | 125:186 | 29   |

### Topscorer
Bester Torschütze der Liga wurde Jaroslav Pouzar von Motor České Budějovice, der in 43 Spielen insgesamt 42 Tore erzielte.
| Pl. | Name            | Team                    | Spiele | Tore | Assists | Punkte |
| --- | --------------- | ----------------------- | ------ | ---- | ------- | ------ |
| 1   | Milan Nový      | Poldi SONP Kladno       | 44     | 40   | 35      | 75     |
| 2   | Ivan Hlinka     | CHZ Litvínov            | 43     | 32   | 39      | 71     |
| 3   | Jaroslav Pouzar | Motor České Budějovice  | 43     | 42   | 20      | 62     |
| 4   | Vincent Lukáč   | VSŽ Košice              | 42     | 36   | 25      | 61     |
| 5   | Marián Šťastný  | Slovan CHZJD Bratislava | 42     | 33   | 23      | 56     |
| 6   | Jiří Bubla      | CHZ Litvínov            | 44     | 21   | 35      | 56     |
| 7   | Peter Šťastný   | Slovan CHZJD Bratislava | 42     | 29   | 24      | 53     |
| 8   | Eduard Novák    | Poldi SONP Kladno       | 43     | 37   | 11      | 48     |
| 9   | Jozef Lukáč     | VSŽ Košice              | 44     | 29   | 19      | 48     |
| 10  | Josef Ulrych    | CHZ Litvínov            | 44     | 30   | 17      | 47     |

### Meistermannschaft von Poldi SONP Kladno
| Logo | Torhüter      | Miroslav Krása, Miroslav Termer, Milan Kolísek |
| Logo | Abwehrspieler | Jan Neliba, František Pospíšil, Otakar Vejvoda, Jaroslav Vinš, Bohumil Čermák, František Kaberle senior, Antonín Melč                                                           |
| Logo | Stürmer       | Eduard Novák, Milan Nový, Lubomír Bauer, Zdeněk Nedvěd, Václav Sýkora, Miroslav Křiváček, Milan Skrbek, Zdeněk Müller, Jiří Filip, Jiří Kopecký, Jan Novotný, Arnošt Reckziegel |
| Logo | Trainer       | Bohumil Prošek |

## 1. Liga-Qualifikation
Die Gewinner der tschechischen und der slowakischen 2. Liga-Gruppe traten in einer Best-of-Seven-Serie gegeneinander um den Aufstieg in die 1. Liga für die folgende Spielzeit an. Dabei setzte sich der tschechische Vertreter TJ Gottwaldov durch.
- TJ Gottwaldov – Lokomotíva Bučina Zvolen 4:2 (3:5, 2:1, 0:3, 4:3, 5:2, 4:0)